# Maks
Maks je moško osebno ime.

## Izvor imena
Ime Maks je različica moškega osebnega imen Maksimiljan.

## Pogostost imena
Po podatkih Statističnega urada Republike Slovenije je bilo na dan 31. decembra 2007 v Sloveniji število moških oseb z imenom Maks: 1.479. Med vsemi moškimi imeni pa je ime Maks po pogostosti uporabe uvrščeno na 134. mesto.

## Osebni praznik
V koledarju je ime Maks zapisano pri imenu Maksimiljan, ki goduje 12. okrobra.

## Znane osebe
- Maks Bajc, slovenski filmski igralec,
- Maks Fabiani, slovenski arhitekt
- Maks Pleteršnik, slovenski jezikoslovec

## Naslov romana
- Dimitrij Rupel: Maks: Roman o maksizmu ali Boj med večino in veličino (1983).